# Gränsälvsgymnasiet

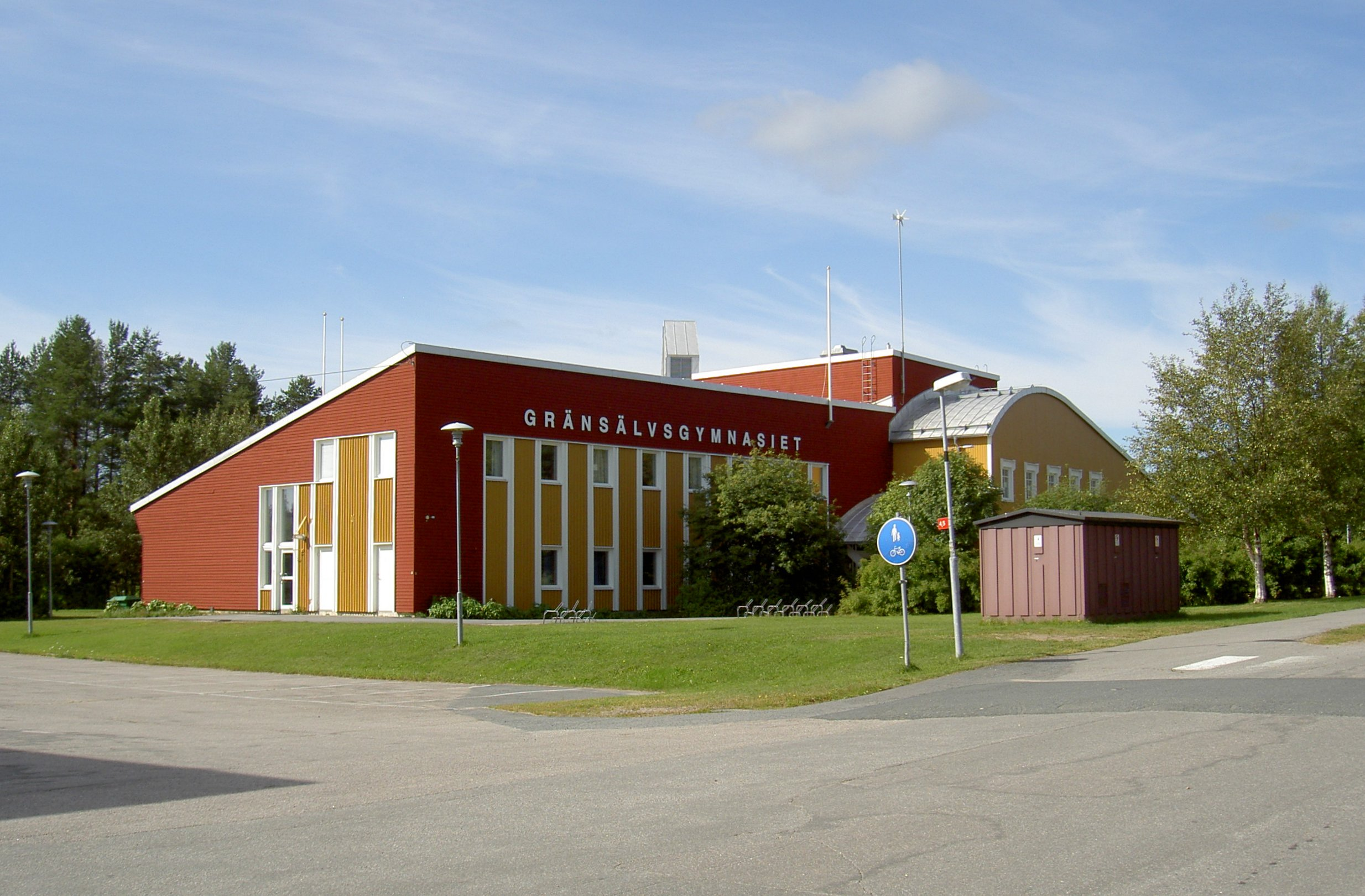
Gränsälvsgymnasiet

Gränsälvsgymnasiet är en kommunal gymnasieskola beläget i Övertorneå. Skolan påbörjade sin verksamhet 1996, och samarbetar med Utbildning Nord i Övertorneå avseende flertalet gymnasieprogram bland yrkesprogrammen (till exempel hotell- och restaurang-, fordons-, industri- och elprogrammen). Övriga program som Gränsälvsgymnasiet har är samhällsvetenskapliga, naturvetenskapliga, teknik-, handels- och administrations- samt barn- och fritidsprogrammen.